# Trợ lý yêu
Trợ Lý Yêu là một bộ phim hài lãng mạn của Mỹ năm 2018 được đạo diễn bởi Claire Scanlon, biên kịch bởi Katie Silberman, có sự tham gia của các diễn viên Zoey Deutch, Glen Powell, Taye Diggs và Lucy Liu. Bối cảnh của bộ phim diễn ra tại Thành phố New York, nơi đây có một chàng và một nàng trợ lý luôn bị bắt làm việc cật lực mỗi ngày và họ quyết định sẽ cùng hợp sức để kết đôi hai người sếp của mình. Bộ phim được ra mắt vào ngày 15 tháng 6 năm 2018 trên nền tảng của Netflix.

## Nội dung
Harper (Zoey Deutch), 25 tuổi, là trợ lý của Kirsten (Lucy Liu), một phóng viên và hiện tại đang là biên tập viên của một tòa soạn về thể thao danh tiếng. Charlie (Glen Powell), 28 tuổi, là trợ lý cho một nhà đầu tư mạo hiểm cấp cao tên là Rick (Taye Diggs). Cả hai đều làm việc trong cùng một tòa nhà, họ gặp nhau lần đầu khi sếp của hai người yêu cầu đặt bữa tối. Harper đã đặt đồ ăn cho cô và Kirsten trước, tuy nhiên, cô lại không có tiền mặt để trả cho người giao hàng. Trong khi đó, Charlie hiện đang không thể tìm một bữa tối cho sếp của mình vì các nhà hàng đều đã đóng cửa, đã trả tiền để lấy túi đồ ăn của Harper. Sau khi Harper nói với anh rằng cô sẽ bị sa thải nếu như không mang đồ ăn lên cho sếp, Charlie miễn cưỡng chia cho cô một phần của túi đồ.
Gặp lại Charlie vào sáng hôm sau để trả lại anh tiền bữa ăn, Harper bày tỏ sự ngạc nhiên khi biết Charlie đang phải làm việc cho một người sếp rất thô lỗ và hay đưa ra các  yêu cầu vô lý. Charlie tiết lộ rằng Rick có rất nhiều mối quan hệ và việc được ông ta tiến cử sẽ mang lại cho anh thành công trong công việc về sau. Harper cũng nói rằng cô rất khâm phục Kirsten và cô có mong ước được viết những bài báo về thể thao có thể khiến mọi người phải bật khóc. Sau khi phàn nàn vì việc bị sếp bắt làm quá nhiều đến mức không còn thời gian cho cuộc sống riêng, Charlie nói đùa rằng sếp của hai người nên yêu nhau thì tốt hơn. Harper lúc đầu không thích lời nhận xét đó, nhưng sau một hồi suy nghĩ, cô đồng ý rằng cô và Charlie nên "Cyrano" (kết duyên) cho sếp của họ, bởi nếu hai người đó đến với nhau, họ sẽ có ít thời gian hơn để bắt trợ lý của mình làm việc quá sức. Charlie sau đó miễn cưỡng tham gia vào kế hoạch này.
Bước đầu tiên để khiến Rick và Kirsten có một buổi gặp mặt lần đầu với nhau đáng nhớ, Charlie và Harper đã nhờ người kiểm soát thang máy cho thang máy dừng lại đột ngột khi hai vị sếp cùng đang ở trong. Xui xẻo thay, thang máy bỗng dừng hoạt động khi ở trong còn có một anh chàng nhân viên giao hàng mắc hội chứng sợ không gian hẹp, anh ta đã lột hết đồ và đi tiểu vào gói hàng của mình. Hai người trợ lý sau đó đã sắp xếp để cho sếp của mình có cơ hội được ngồi cạnh nhau trong một trận đấu bóng chày, sau đó mua chuộc người quay kiss-cam để gây áp lực khiến hai vị sếp hôn nhau. Sau ba lần, cuối cùng Rick và Kirsten cũng có nụ hôn đầu tiên. Họ sau đó bắt đầu hẹn hò, giúp cho Charlie có thời gian để dành cho cô bạn gái người mẫu Suze, còn Harper có thời gian để tìm bạn trai.
Tuy nhiên chuyện tình cảm của Rick và Kirsten bỗng nhiên gặp khó, khiến cho Harper và Charlie nhận ra rằng họ phải làm rất nhiều thứ mới có thể đưa hai người này đến với nhau. Họ lên kế hoạch cho các buổi hẹn, viết lá thư xin lỗi, cố gắng điều khiển những sự kiện giữa hai người sếp theo đúng ý họ. Sau khi tổ chức một chuyến đi chơi cuối tuần cho Rick và Kirsten, Harper cuối cùng cũng có thể tham gia bữa tiệc đính hôn của người bạn thân Becca. Khi người bạn trai mới quen bỏ mặc cô, Charlie quyết định đi cùng cô tới bữa tiệc và cả hai đã có một buổi tối đáng nhớ khi cùng nhau nhảy và ăn pizza.
Sau kỳ nghỉ, Rick và Kirsten trở về và thông báo với trợ lý của cả hai rằng họ đã đính hôn. Harper và Charlie vô cùng sung sướng với tin tức này, nhưng Charlie nhanh chóng hiểu rằng Rick cầu hôn Kirsten cốt chỉ để chọc tức vợ cũ của anh ta - người mà Rick vẫn đang ngủ cùng. Charlie không tiết lộ điều này với Harper, tuy nhiên cô vẫn phát hiện ra khi tình cờ nghe Rick có cuộc trò chuyện tình cảm với vợ cũ. Cô có một cuộc đối chất với Charlie về sự lừa dối của Rick và cảm thấy thất vọng khi nhận ra rằng Charlie biết nhưng anh vẫn lên kế hoạch cho đám cưới và muốn giữ bí mật.
Harper đến gặp Kirsten và giải thích rằng cô cùng Charlie đã thao túng cả hai người sếp để họ hẹn hò với nhau. Harper cố gắng nói rằng Rick vẫn đang quan hệ cùng vợ cũ, nhưng Kirsten ngay lập tức đuổi việc Harper và tiếp tục kế hoạch cho đám cưới.
Charlie đưa Suze tới một nhà hàng sang trọng và anh chợt nhận ra rằng họ không hề yêu nhau. Anh quyết định chia tay và sau đó chạy đến sân bay để nói với Rick rằng anh nghỉ việc và khuyên Kirsten rằng Rick không hề yêu hay biết gì về cô. Kirsten hiểu được sự thật và chia tay Rick.
Harper lúc đầu phải trải qua một cơn khủng hoảng, nhưng sau đó cô quyết định sẽ bắt đầu lại từ đầu. Charlie được tìm đến bởi Rick, anh ta lúc này nhờ Charlie giúp đỡ cho việc tái hợp với vợ cũ, người mà ông ta thực sự quan tâm. Charlie đồng ý chuyển lại tài liệu về vợ cũ của Rick cho anh ta.
Kirsten gọi điện cho Harper trở lại văn phòng và đề nghị cô tiếp tục làm việc, nhưng Harper từ chối, nói rằng giờ cô cần tập trung vào việc viết lách. Kirsten sau đó đề nghị giúp cô chỉnh sửa bài viết của mình.
Khi vừa ra về, Harper bỗng thấy Charlie, anh được Kirsten gọi tới đây. Cả hai nhận ra Kirsten đang muốn ghép đôi cho họ. Charlie thú nhận rằng anh đã bỏ việc và hiện đang làm nhân viên tạm thời. Hai người nhận ra dù họ có nhiều lý do để ghét nhau nhưng cả hai vẫn rất thích nhau. Bộ phim kết thúc với khung cảnh Harper và Charlie cùng chia sẻ nụ hôn sau khi nhận ra họ vẫn quan tâm đến nhau.

## Dàn diễn viên
- Zoey Deutch trong vai Harper Moore, trợ lý của Kirsten
- Glen Powell trong vai Charlie Young, trợ lý của Rick
- Lucy Liu trong vai Kirsten Stevens, sếp của Harper
- Taye Diggs trong vai Richard "Rick" Otis, sếp của Charlie
- Joan Smalls trong vai Suze, bạn gái của Charlie
- Meredith Hagner trong vai Becca, bạn cùng phòng của Harper
- Pete Davidson trong vai Duncan, bạn cùng phòng của Charlie
- Jon Rudnitsky trong vai Mike, Becca's fiance
- Titus Burgess trong vai Creepy Tim, janitor
- Noah Robbins trong vai Thực tập sinh Bo
- Jaboukie Young-White trong vai Trợ lý Alex

## Sản xuất
Vào tháng 2 năm 2016, Emilia Clarke được thông báo sẽ tham gia vào bộ phim, cùng với Katie Silberman tham gia viết kịch bản, Justin Nappi và Juliet Berman sản xuất dưới quyền hãng phim TreeHouse Pictures, còn Metro-Goldwyn-Mayer được dự định sẽ là đơn vị phát hành phim. Tuy nhiên, vào tháng 3 năm 2017, Zoey Deutch và Glen Powell được công bố sẽ góp mặt trong phim, trong đó, Deutch sẽ thay thế cho Clarke, Claire Scanlon được chỉ định làm đạo diễn, biên kịch vẫn là Katie Silberman. Netflix sau đó đã thay thế cho Metro-Goldwyn-Mayer để trở thành đơn vị phân phối phim. Vào tháng 6 năm 2017, Taye Diggs, Lucy Liu và Joan Smalls đã tham gia vào dàn diễn viên của phim.

### Quay phim
Phim chính thức khởi quay vào tháng 6 năm 2017 tại Thành phố New York.

## Phát hành
Bộ phim được phát hành vào ngày 15 tháng 6 năm 2018.

## Đánh giá
Trên trang web tổng hợp đánh giá Rotten Tomatoes, bộ phim có tỷ lệ đánh giá tốt là 90% với 48 bài nhận xét, điểm số trung bình là 7.0/10. Một ý kiến được đa số tán thành trên trang viết như sau: "Trợ Lý Yêu đã đi theo con đường của rất nhiều dòng phim hài lãng mạn khác, và dù vậy nhưng phim vẫn chứng minh rằng việc có chung một công thức vẫn có thể mang đến sự hài lòng cho khán giả." Trên trang Metacritic, phim được chấm số điểm 62 trên 100, dựa trên 14 đánh giá, chủ yếu đều là các nhận xét tốt.

## Phần tiếp theo
Scanlon có nói trong một số bài phỏng vấn rằng bà có ý tưởng cho phần tiếp theo của bộ phim, Netflix rất có thể vẫn sẽ thực hiện phần phim này.